# Олексіївка (Дніпровський район)
Олексі́ївка — село в Україні, у Солонянській селищній громаді Дніпровського району Дніпропетровської області. Населення станом на 2021 рік — 17 мешканців.

## Географія
Село Олексіївка знаходиться на правому березі річки Дніпро, вище за течією на відстані 0,5 км розташоване село Звонецьке, нижче за течією на відстані 0,5 км розташоване село Микільське-на-Дніпрі, на протилежному березі — село Запорожець (Синельниківський район).

## Історія
Раніше називалася Нижньою Олексіївкою. Відділено від села Звонецьке балкою Тягинка. Перед селом була Тягинська забора Дніпра.
1989 року за переписом тут мешкало приблизно 40 осіб.

## Археологія
Поселення Сурсько-дніпровської культури нової кам'яної доби.
Поблизу села знайдений могильник Маріупольського типу дніпро-донецької культури.
Знайдене поселення антів, що у 1950-их роках визначено пам'ятками пеньківської культури. Поселення схоже з сусідніми в Ігрені й Волоське.

## Населення

### Мова
Розподіл населення за рідною мовою за даними перепису 2001 року:
| Мова       | Відсоток |
| ---------- | -------- |
| українська | 75 %     |
| російська  | 25 %     |

## Інтернет-посилання
- Погода в селі Олексіївка

1. ↑  Рідні мови в об'єднаних територіальних громадах України — Український центр суспільних даних